# Arthur Burge
Arthur John Burge (Sydney, 24 agosto 1917 – Melbourne, 20 febbraio 1995) è stato un pallanuotista australiano, che ha partecipato alle Olimpiadi del 1948.